# Robert Watson-Watt
Pour les articles homonymes, voir Robert Watson, Watson et Watt.
Robert Alexander Watson-Watt, ingénieur britannique, né le 13 avril 1892 à Brechin et mort le 5 décembre 1973 à Inverness, a joué un rôle clef dans le développement du radar, au point d'en être parfois considéré incorrectement comme l'inventeur (le développement du radar a débuté bien avant).
Notamment, son brevet sur le sujet en 1935 mena le Royaume-Uni à installer le premier réseau de radars pour la défense. Ses recherches et sa direction éclairée avant et durant la Seconde Guerre mondiale ont fait du radar un instrument essentiel des Alliés pour la victoire finale.

## Biographie

### Jeunesse
Né en 1892 à Brechin dans le comté d'Angus en Écosse, il était le descendant de James Watt, ingénieur inventeur de la machine à vapeur. Après des études à la « public school » de Brechin, il fut accepté à l'université de Dundee (faisant partie alors de l'université de St Andrews). Il obtint le grade de BSc en ingénierie en 1912 et se vit offrir un poste d'assistant de recherche par le professeur William Peddie. Ce dernier l'encouragea à étudier la radio ou TSF comme on la nommait alors.

### Début de la carrière
En 1915, Watson-Watt voulait un emploi au War Office mais rien n'était vraiment disponible dans la recherche en télécommunications. Il joignit donc le Meteorological Office (le service météo du Royaume-Uni) qui était intéressé par l'utilisation de la radio détection des orages. En effet, les éclairs en ionisant l'air, produisent un signal radio et Watson-Watt pensa utiliser la détection de ce signal pour avertir les pilotes du danger.

### Développement d'un concept
Dès les premières expériences, il put détecter le signal même à très longue distance. Il restait cependant deux problèmes : la direction d'où venait ce signal et comment l'afficher. Le premier problème fut résolu en utilisant une antenne directionnelle qu'on pouvait tourner manuellement pour maximiser le signal, pointant ainsi vers l'orage. Le second fut résolu par l'utilisation du tube cathodique à phosphore d'un oscilloscope récemment développé. Un tel système, mis en service en 1923, représentait un pas important vers le développement d'un système radar. Il manquait cependant la partie émission d'une impulsion et une façon de mesurer le temps aller-retour du signal pour obtenir la distance à la cible.
Il travailla au début à l'Aldershot Wireless Station de l'Air Ministry Meteorological Office (Service météo de l'aviation militaire). Ensuite en 1924, quand le War Department (Ministère de la Guerre) fit savoir qu'il réintégrerait leurs bureaux de Aldershot, il déménagea ses pénates à Ditton Park près de Slough (à l'ouest de Londres). Le National Physical Laboratory (NPL) avait déjà ses laboratoires de recherches à cet endroit et en 1927, ils furent fusionnés avec le Radio Research Station, sous la direction de Watson-Watt. Après une réorganisation en 1933, il devint surintendant du Radio Department de NPL à Teddington.

### Défense aérienne du Royaume-Uni
En 1932, la phrase "Le bombardier passera toujours au travers" avait frappé le Parlement britannique. Le royaume avait l'expérience des bombardements par des Zeppelins durant la Première Guerre mondiale. 17 furent détruits, mais leur interception par des avions ou par la DCA avait mobilisé des moyens considérables, et, à la fin de la guerre, ils atteignaient des altitudes (plus de 7 000 m) qui les rendaient impossibles à repérer les nuits nuageuses, et à fortiori à attaquer, alors qu'ils s'agissait de cibles lentes (environ 100 km/h) et gigantesques (une centaine de mètres de longueur). Or les bombardiers développés depuis la guerre pouvaient maintenant voler au-dessus de la portée des canons de DCA, et à une vitesse telle qu'ils pourraient atteindre Londres et repartir avant même que les intercepteurs puissent intervenir. Il fallait donc trouver une parade.
En 1933, le ministère de l'Air (Air Ministry) mis sur pied un comité pour la modernisation de la défense aérienne du Royaume-Uni, présidé par Sir Henry Tizard. 

#### Allemagne nazie
Avec le réarmement de l'Allemagne sous les nazis, le péril semblait de plus en plus proche. Ces derniers clamaient d'ailleurs qu'ils avaient développé un rayon de la mort, fonctionnant aux ondes radio, qui pouvait détruire même des villes. H.E. Wimperis, le président du comité, rendit visite à Watson-Watt à Teddington en 1934 pour savoir si on pouvait construire une version britannique de ce « rayon de la mort ». Watson-Watt montra un calcul déjà fait par son assistant Arnold Wilkins, montrant l'impossibilité du concept, ce qui permit de faire retomber la crainte immédiate des nazis. Cependant, il mentionna que son équipe travaillerait sur « le problème difficile mais plus réel de l'utilisation des ondes radio réfléchies pour la détection et le positionnement de cibles ».

#### Détection et position des avions

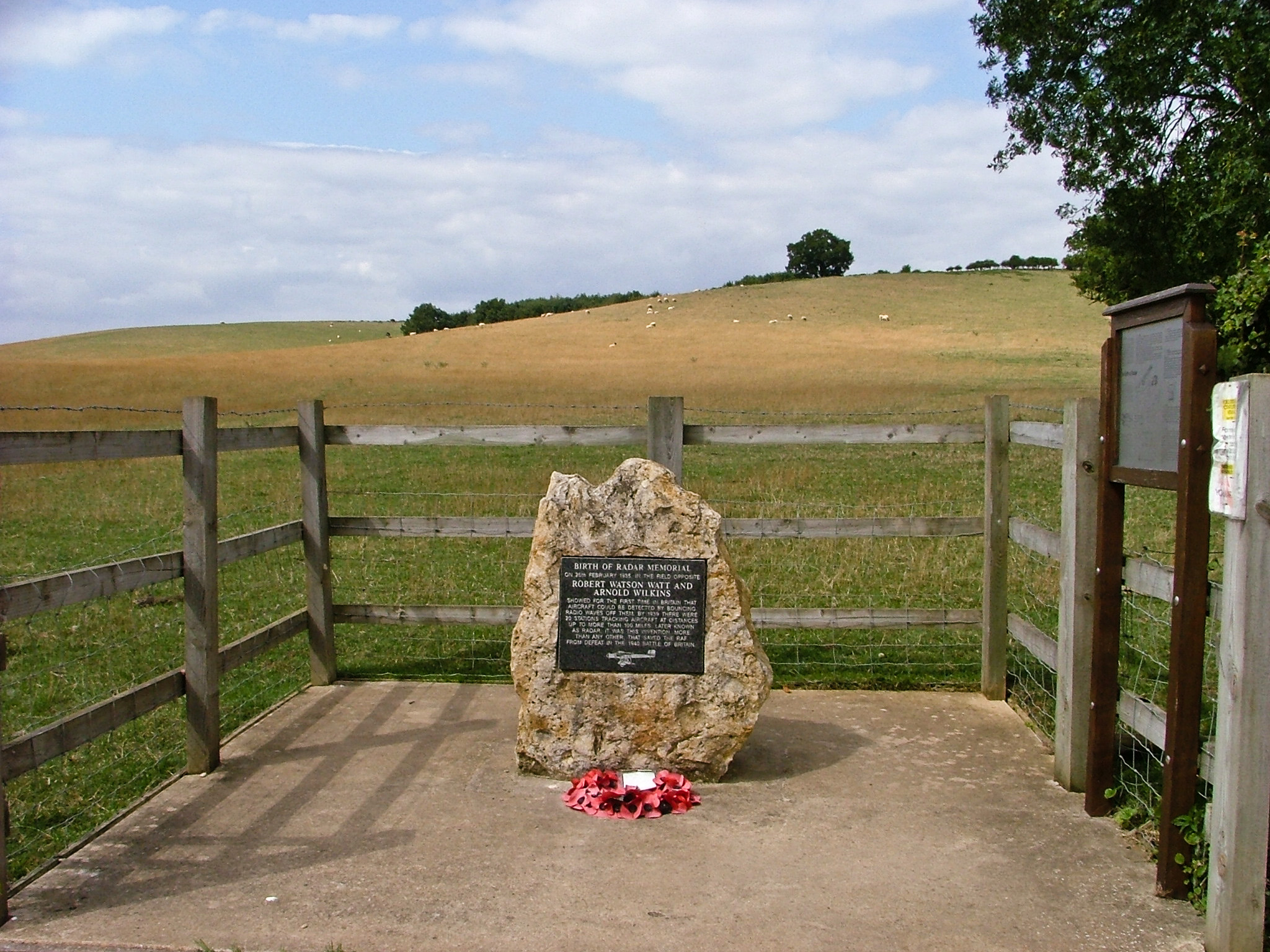
Monument au site de l'expérience de Daventry

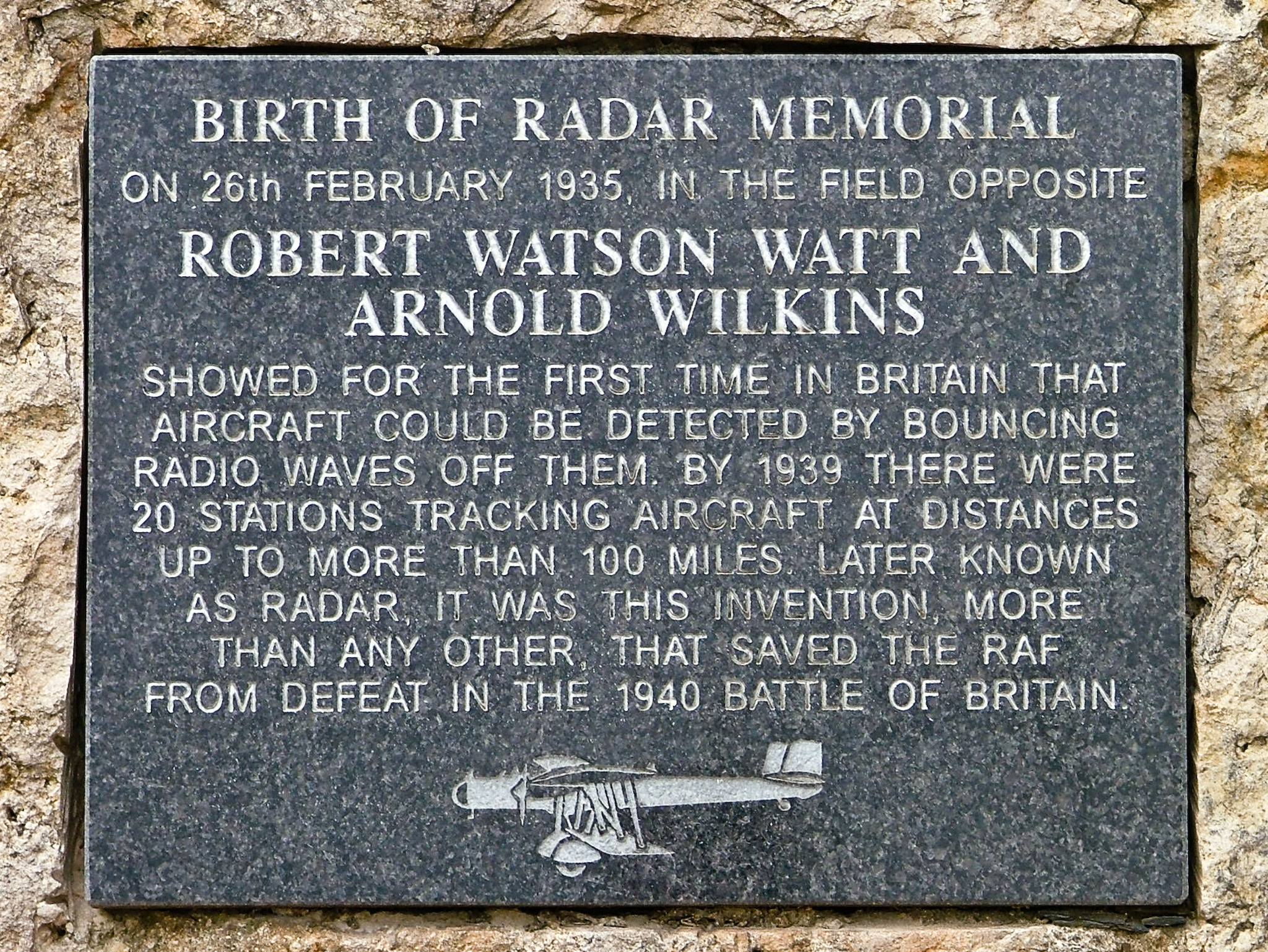
Vue de la plaque

Le 12 février 1935, Watson-Watt envoya un mémo du système proposé au Air Ministry intitulé Detection and location of aircraft by radio methods. Même si ce n'était pas aussi excitant que le concept du rayon de la mort, le concept avait un potentiel important et on lui demanda immédiatement une démonstration. Dès le 26 février, il avait mis sur pied deux antennes à environ 10 km d'une antenne onde-courte de la BBC à Daventry (Northamptonshire). Dans le plus grand secret, Watson-Watt, son assistant Arnold Wilkins et un seul membre du comité A.P. Rowe, assistent à la démonstration qui permit de repérer un bombardier à plusieurs occasions avec le signal émis. Fait plus important, le Premier ministre, Stanley Baldwin, se tenait informé des progrès du développement du radar.
Deux semaines plus tard, Wilkins quitta le Radio Research Station avec un petit groupe, dont Edward George Bowen, pour continuer la recherche à Orfordness. Le 2 avril 1935, Watson-Watt obtint un brevet pour le système radar (brevet britannique GB593017,,). Dès juin, son équipe pouvait détecter un avion à 27 kilomètres, ce qui était assez loin pour cesser tout développement sur des systèmes compétiteurs à écholocation sonore. À la fin de la même année, la portée était déjà de 100 km et en décembre, les plans pour cinq stations couvrant l'approche de Londres étaient déjà prêts.
Une de ces stations serait située près sur la côte près de Orfordness et Bawdsey Research Station fut érigé là pour servir de centre principal de recherche sur le radar. Rapidement, des tests à grande échelle du système, plus tard connu sous le nom de code Chain Home, furent entrepris pour détecter et intercepter un bombardier par détection radar. L'essai fut un échec, non à cause de la détection radar mais faute de communiquer l'information à temps. Les chasseurs furent lancés trop tard et ne virent leur cible qu'après que le bombardier eut dépassé la zone de bombardement. Watson-Watt s'attaqua immédiatement à ce problème en organisant un système de détection par paliers successifs. Les rapports aboutissent au War room où des observateurs indiquent sur une large carte la position de l'ennemi et des coordonnateurs relaient l'information aux escadrons de chasseurs par communications hertziennes directes.
En 1937, les premières stations étaient opérationnelles et le système mis à l'épreuve. Les résultats furent concluants et vingt autres stations furent commandées. Au début de la Seconde Guerre mondiale, 19 étaient construites et prêtes à assumer un rôle décisif dans la bataille d'Angleterre. Il y avait cinquante stations à la fin de la guerre. Les Allemands connaissaient la construction de la Chain Home mais ne savaient pas vraiment son utilité. Ils testèrent leurs théories sur le sujet en envoyant le Graf Zeppelin II mais conclurent que le réseau était un système de communication à longue portée pour la marine.
Déjà en 1936, les Britanniques réalisèrent que la Luftwaffe se tournerait vers les bombardements nocturnes si les raids de jour se révélaient infructueux. Watson-Watt chargea un autre de ses assistants du Radio Research Station, Edward George Bowen, du développement d'un radar qui puisse être transporté à bord d'un chasseur. En effet, le contact visuel nocturne d'un bombardier n'était que de 300 m et le réseau Chain Home de détection n'avait pas assez de précision pour amener les chasseurs si près de leur cible.
Bowen estima qu'un radar à bord d'un aéronef ne devait pas dépasser 90 kg et 230 litres en volume, sans requérir plus de 500 W de puissance. Pour réduire la traînée de l'antenne en réduisant son diamètre, la longueur d'onde du faisceau ne devait pas dépasser 1 mètre ce qui était difficile pour la technologie de l'époque. Néanmoins, ce type de système fut perfectionné en 1940 et fut essentiel pour mettre fin au « Blitz » de 1941. Bowen monta également de tels radars sur les avions de patrouille maritime dans la lutte aux sous-marins.

### La guerre et après
En juillet 1938, Watson-Watt quitta Bawdsey Manor et prit le poste de directeur du Communications Development (DCD-RAE). En 1939, Sir George Lee reprit ce poste et Watson-Watt fut promu conseiller scientifique des télécommunications (Scientific Advisor on Telecommunications) au Ministère de l'Air (Air Ministry) et se rendit aux États-Unis en 1941 pour lancer le développement radar dans ce pays.
Sa contribution à l'effort de guerre est tellement grande qu'il fut fait chevalier en 1942. En 1952, 50 000 livres sterling lui fut décernées par le gouvernement britannique pour sa contribution au développement du radar. Il passa une bonne partie de sa vie d'après-guerre, d'abord au Canada puis aux États-Unis où il publia Three Steps to Victory en 1958.

### Vie privée
Robert Watson-watt s'est marié en premières noces avec Margaret Robertson, la fille d'un dessinateur industriel, le 20 juillet 1916 à Hammersmith, Londres. Ils ont divorcé durant la guerre et Watson-Watt s'est remarié en 1952 alors qu'il était au Canada. Il retourna en Écosse durant les années 1960.
En 1966, il s'est remarié pour une troisième fois à l'âge de 72 ans avec Dame Katherine Trefusis Forbes (en), 67 ans, qui joua un rôle important durant la bataille d'Angleterre comme première commandante des Women's Auxiliary Air Force qui furent entre autres les opératrices radars du Chain Home. Les deux vécurent à Londres en hiver et à l’Observatory Trefusis Forbes de Pitlochry, Perthshire, durant l'été. Katherine mourut en 1971, et Robert Watson-Watt mourut à Inverness à l'âge de 81 ans en 1973. Ils sont tous deux enterrés au cimetière de l'église épiscopale de Holy Trinity à Pitlochry.